# OFC Champions League 2021
OFC Champions League 2021 var ursprungligen den 20:e säsongen av Oceaniens klubbmästerskap, Oceaniens främsta klubblagsfotbollsturnering som anordnas av OFC och den 15:e säsongen under sitt nuvarande namn (OFC Champions League). För första gången hade associerade OFC-medlemmar (Kiribati, Tuvalu samt Niue innan de uteslöts som associerade medlem på grund av inaktivitet) inkluderats i turneringen.
Turneringen som vanligtvis spelas under första halvåret, sköts först upp till att starta tidigast den 1 juli, detta på grund av gränsstängningar i hela oceanien som orsakats av coronaviruspandemin. Den 4 juni 2021 meddelade OFC att turneringen ställs in, för andra året i rad, och ingen mästare kommer utses. Eftersom ingen turnering spelades, kvalificerade sig inget lag för klubblags-VM 2021 i Japan, OFC nominerad Auckland City från Nya Zeeland som representant i tävlingen.